# رندی کوچار
رندی کوچار (به انگلیسی: Randy Couture) (زاده ۲۲ ژوئن ۱۹۶۳) بازیگر و مبارز بازنشسته هنرهای رزمی ترکیبی است.
از فیلم‌های معروف او می‌توان به فیلم یک‌بارمصرف‌ها ۳ و یک‌بارمصرف‌ها ۲، برپایی، شکست‌ناپذیر، پادشاه عقرب ۲، استرچ، ۳ گیزرز! و کمربند قرمز اشاره کرد. او اولین نفر از هفت مبارزی است که دو عنوان قهرمانی یو اف سی را در دو وزن مختلف به دست آورده است. رندی بیشترین قهرمانی را در یو اف سی با شش قهرمانی داشت و پیرترین قهرمان تاریخ هنرهای رزمی ترکیبی است.